# Amphiglossus astrolabi
Amphiglossus astrolabi ist ein Skink, der auf Madagaskar endemisch ist. Er ist die Typusart der Gattung Amphiglossus.

## Merkmale
Amphiglossus astrolabi erreicht eine durchschnittliche Kopf-Rumpf-Länge von 200 mm. Die größten gesammelten Exemplare hatten eine Kopf-Rumpf-Länge von 226 mm und eine Schwanzlänge von 304 mm. Die Vordergliedmaßen sind rund 36 mm lang, die Hintergliedmaßen ungefähr 52 mm. Die Schnauze ist stumpf. Die Augen sind dürftig ausgebildet. Das untere Augenlid ist beschuppt. Die Vorder- und Hinterfüße haben je fünf sehr kurze Finger und Zehen, die weit auseinander stehen. Der Gaumen ist zahnlos, die Kieferzähne sind kurz, gerade und leicht komprimiert. Die Zunge ist vorne glatt und hinten schuppig. Die Oberseite des Körpers ist einfarbig braun, die Unterseite ist hell gelb. An den Flanken wird die braune Grundfärbung durch gelbe Längsstreifen durchbrochen.

## Verbreitung

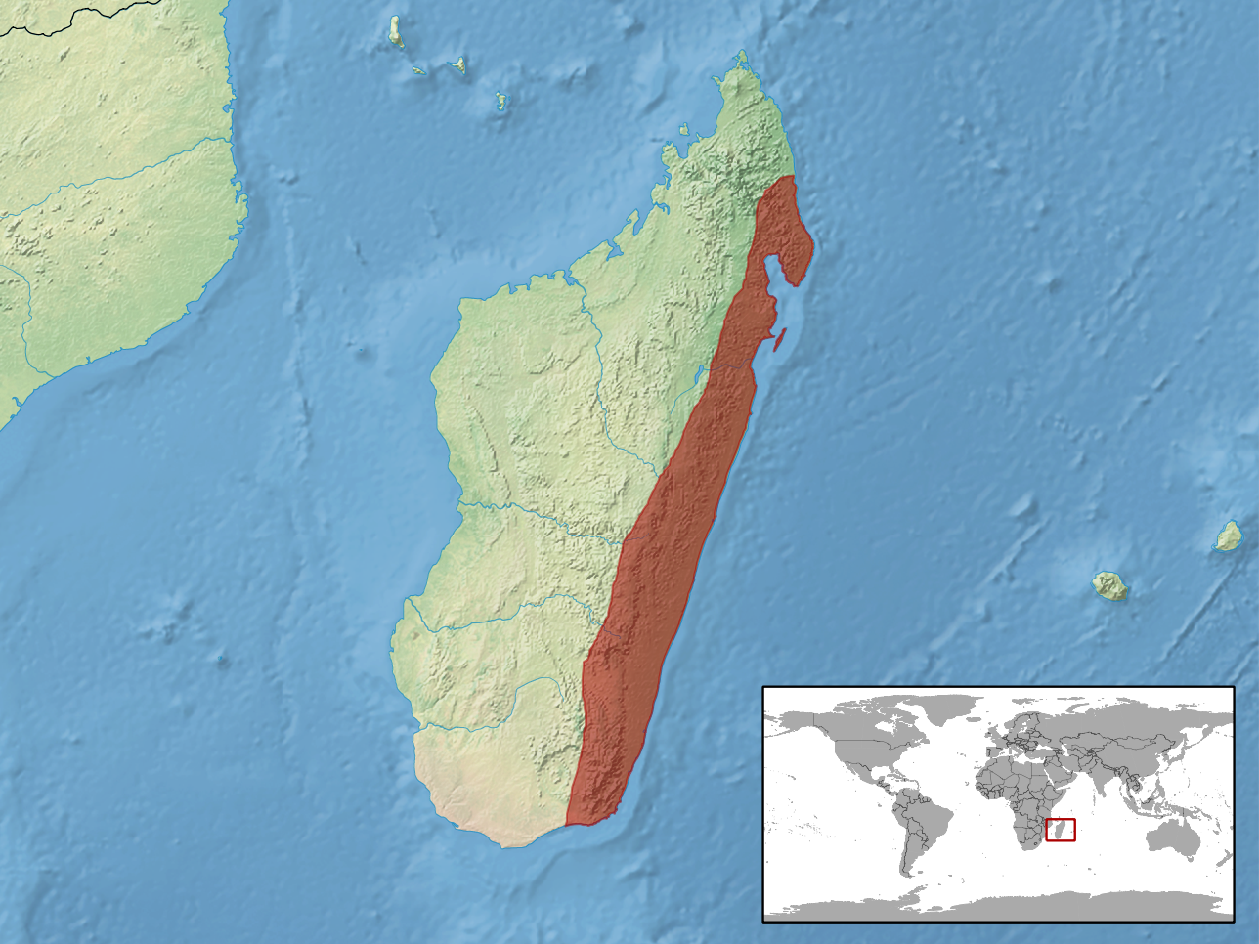
Verbreitungsgebiet

Amphiglossus astrolabi kommt im Osten Madagaskars, insbesondere in Analamazoatra, Antsihanaka, Fanovana, Folohy, Ikongo, Ivohibe, Mandena, Mandraka, Masoala, Ranomafana, Sahembendrana, Tsararano und auf der Insel Nosy Mangabe vor.

## Lebensraum und Lebensweise
Amphiglossus astrolabi lebt an und in Regenwaldbächen. Die Art ist an eine aquatische Lebensweise angepasst. Sie kann sehr gut schwimmen und tauchen, was ihr im Englischen den Trivialnamen Diving Skink eingebracht hat. Amphiglossus astrolabi bewegt sich langsam und wenn er gestört wird, taucht er sofort und sucht Schutz neben Felsen auf dem Grund der Bäche. Er geht sowohl im Wasser als auch an Land auf Nahrungssuche. Die abergläubischen Einheimischen fürchten die Skinke und halten sie für giftig.